# Attentat de Homs du 21 février 2016
Pour les articles homonymes, voir attentat de Homs.
L'attentat de Homs du 21 février 2016 a lieu lors de la guerre civile syrienne.

## Déroulement
Un double-attentat à la voiture piégée frappe le quartier d'al-Zahraa, peuplé majoritairement d'alaouites, dans la ville de Homs,. 

## Revendication
L'attaque est revendiquée le jour même par l'État islamique, en même temps que l'attentat de Sayyida Zeinab.

## Bilan humain
Un bilan, donné le lendemain de l'attaque par l'Observatoire syrien des droits de l'homme (OSDH), fait état de 64 morts.

## Vidéographie
- [vidéo] Un attentat tue au moins 59 personnes à Homs en Syrie, Le Monde avec AFP, 22 février 2016.